# کاتسونوبو کاتو
کاتسونوبو کاتو ((به ژاپنی: 加藤 勝信, Katō Katsunobu)؛ زادهٔ ۲۲ نوامبر ۱۹۵۵) سیاستمدار ژاپن است که قبلاً سه بار از سال ۲۰۱۷ تا ۲۰۱۸ و از ۲۰۱۹ تا ۲۰۲۰ و بار دیگر از سال ۲۰۲۲ تا ۲۰۲۳ به عنوان وزیر بهداشت، کار و رفاه خدمت کرده است. در سال ۲۰۲۴ به عنوان وزیر دارایی (ژاپن) انتصاب شد. همچنین به عنوان دبیر ارشد کابینه ژاپن از ۲۰۲۰ تا ۲۰۲۱ خدمت کرده است. متعلق به حزب لیبرال دموکرات (ژاپن)، او از سال ۲۰۰۳ عضو مجلس نمایندگان (ژاپن) بوده است.